# Gleizé
Gleizé ist eine französische Gemeinde mit 7.824 Einwohnern (Stand: 1. Januar 2022) im Département Rhône in der Region Auvergne-Rhône-Alpes. Sie gehört zum Villefranche-sur-Saône und zum Kanton Gleizé.

## Geographie
Gleizé liegt rund dreißig Kilometer nördlich von Lyon, unmittelbar am westlichen Stadtrand von Villefranche-sur-Saône. Umgeben wird Gleizé von den Nachbargemeinden Arnas im Norden und Nordosten, Villefranche-sur-Saône im Osten, Limas im Südosten, Pommiers im Süden, Porte des Pierres Dorées mit Liergues im Südwesten, Lacenas im Westen und Denicé im Nordwesten.
Das Gemeindegebiet wird von den Flüsschen Nizerand, Morgon und Merloux in östlicher Richtung zur Saône entwässert.
Gleizé liegt im Weinbaugebiet Bourgogne mit den regionalen Appellationen Bourgogne Aligoté, Bourgogne Passetoutgrain und Bourgogne Grand Ordinaire. Überregionale Bekanntheit hat der Crémant de Bourgogne (Schaumwein).

## Bevölkerungsentwicklung
| Jahr                       | 1962 | 1968 | 1975 | 1982 | 1990 | 1999 | 2006 | 2016 |
| Einwohner                  | 2421 | 3045 | 3708 | 6591 | 8317 | 8050 | 7807 | 7473 |
| Quellen: Cassini und INSEE |      |      |      |      |      |      |      |      |

## Sehenswürdigkeiten

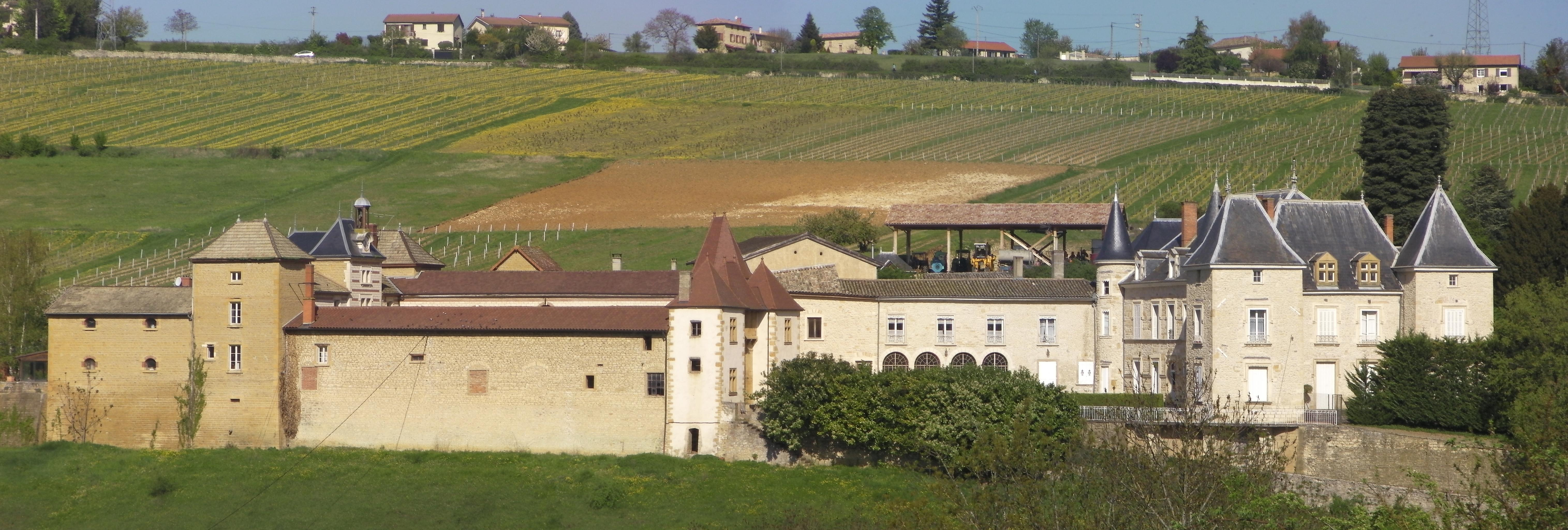
Château de Vaurenard aus dem 18. Jahrhundert
- Château Montfleury
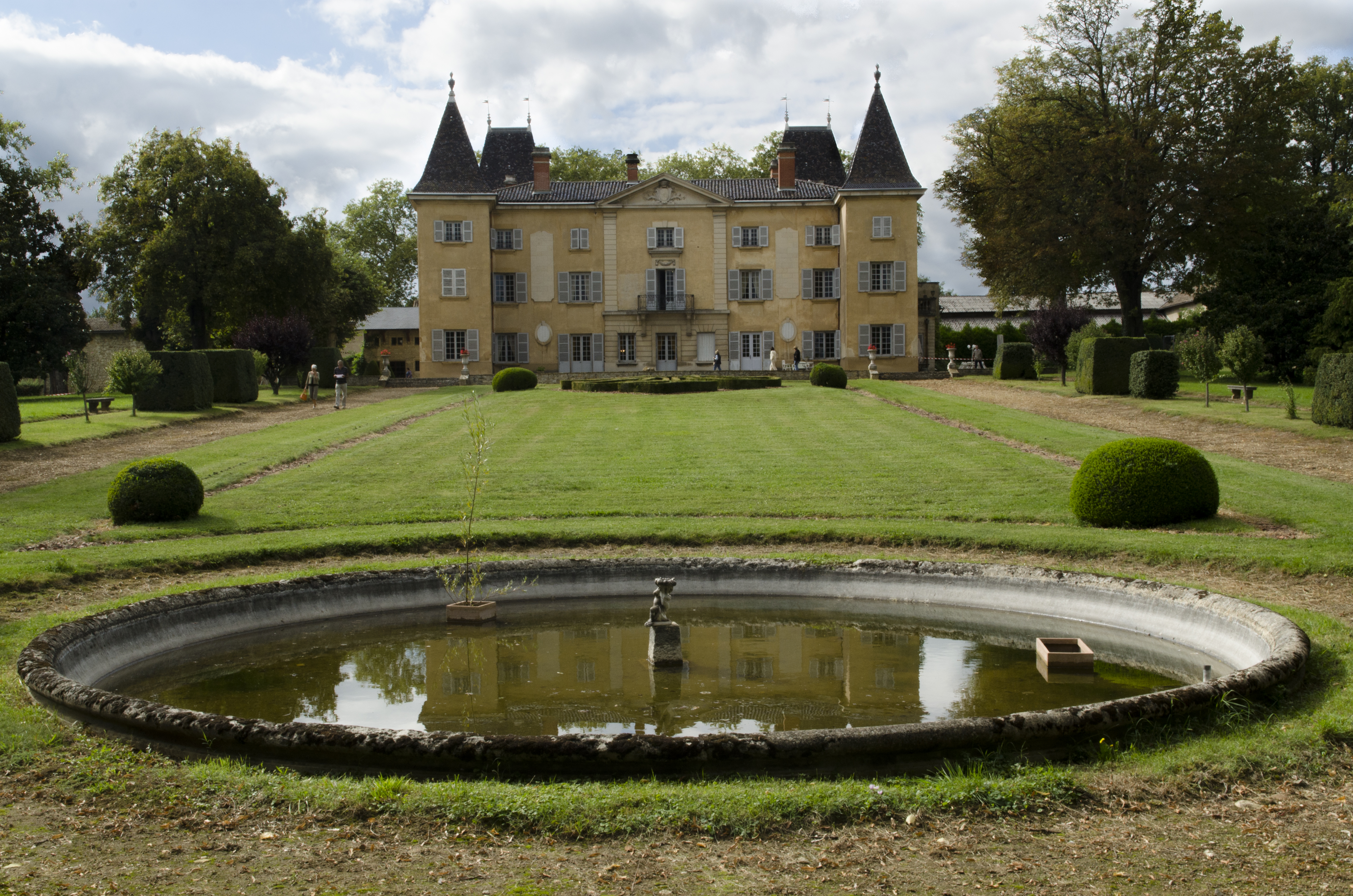
Château de Saint-Fonds
- Kirche von Gleizé

- Château de Saint-Fonds
- Château de Vaurenard Fontaine

## Persönlichkeiten
- Kevin Joss-Rauze (* 1988), Basketballspieler
- Rudy Molard (* 1989), Radrennfahrer